# نيكولاي لوباتشيفسكي
نيكولاي إيفانوفيتش لوباتشيفسكي (1 ديسمبر [20 نوفمبر حسب التقويم القديم] 1792 - 24 فبراير [12 فبراير حسب التقويم القديم] 1856)، كان عالم رياضيات وهندسة روسي، اشتهر بشكل أساسي بعمله في الهندسة الزائدية، المعروفة أيضًا باسم هندسة لوباتشيفسكي، وكذلك بدراسته الأساسية لتكاملات ديريخليه [الإنجليزية]، المعروفة باسم صيغة تكامل لوباتشيفسكي.
أطلق ويليام كينغدون كليفورد على لوباتشيفسكي لقب "كوبرنيكوس الهندسة" نظرًا للطبيعة الثورية لعمله.

## حياته
وُلِد نيكولاي لوباتشيفسكي عام 1792 في نيجني نوفغورود أو بالقرب منها في الإمبراطورية الروسية، وسط عائلة فقيرة من أصول روسية وبولندية. فقد والده وهو في السابعة من عمره. في عام 1807، تخرج من دراسته الثانوية والتحق بـجامعة قازان (القريبة من سيبيريا) لدراسة الطب، لكنه سرعان ما غيّر مساره وكرّس نفسه لدراسة العلوم.
خلال دراسته في جامعة قازان، تأثر كثيرًا بأستاذه يوهان كريستيان مارتن بارتلس، الذي كان صديقًا لعالم الرياضيات الألماني كارل فريدريش غاوس. تلقى لوباتشيفسكي تعليمًا متميزًا، وأصبح أستاذًا في الجامعة عام 1822.
كانت تلك الفترة صعبة بالنسبة له، حيث ساد الخوف من تأثير الثورة الفرنسية على المثقفين، مما دفع القيصر ألكسندر الأول إلى اعتبارها تهديدًا لـالديانة الأرثوذكسية، وأدى ذلك إلى إجبار العديد من الأساتذة على مغادرة الجامعة. ورغم هذه الظروف الصعبة، أصر لوباتشيفسكي على مواصلة تعليمه وتطوير مستواه الأكاديمي.
أما من الناحية الدينية، فقد وردت آراء تفيد بأنه كان ملحدًا.

## عمله
تولى نيكولاي لوباتشيفسكي رئاسة جامعة قازان في عام 1826 ولمدة 19 عامًا، وخلال قيادته شهدت الجامعة ازدهارًا ملحوظًا. تم تطوير مكتبة غنية بالمصادر، وإنشاء مرصد فلكي، وتجهيز مختبرات فيزياء، بالإضافة إلى تأسيس مختبرين، أحدهما لعلم التشريح والآخر للكيمياء. ورغم أعبائه الإدارية الثقيلة، لم يتخلَّ عن التدريس، حيث درّس لطلاب متخصصين في الرياضيات والفيزياء، كما كرّس جزءًا من وقته لإلقاء محاضرات تثقيفية لفئات واسعة من المجتمع. إلى جانب ذلك، واصل أبحاثه الأصيلة في الهندسة والجبر.
في عام 1837، نشر مقالة بعنوان «الهندسة الخيالية» في فرنسا، والتي صاغ فيها مفهوم الهندسة غير الإقليدية، المعروفة أيضًا بـالهندسة البيانية، حيث قدّم فيها مخططًا شاملاً يتضمن جميع اكتشافاته.
وخلال حياته، تفوّق لوباتشيفسكي على جانوس بولياي في صياغة مبادئ الهندسة غير الإقليدية عام 1829، كما سبق غاوس، الذي امتنع عن نشر نتائجه في هذا المجال.

## وفاته وتكريمه
توفي نيكولاي لوباتشيفسكي في قازان عام 1856 بعد تقاعده، إثر تدهور حالته الصحية، وفقدانه أحد أبنائه، إضافة إلى معاناته من أعباء مالية شديدة.
تمنح جامعة قازان جائزة تحمل اسمه (جائزة لوباتشيفسكي) تكريمًا لإسهاماته البارزة في مجال الرياضيات.

## روابط خارجية
- نيكولاي لوباتشيفسكي على موقع الموسوعة البريطانية (الإنجليزية)
- نيكولاي لوباتشيفسكي على موقع ميوزك برينز (الإنجليزية)